# Cecilia Colledge
Cecilia Colledge (née le 28 novembre 1920 à Hampstead en Angleterre - morte le 12 avril 2008 à Cambridge dans le Massachusetts), est une patineuse artistique britannique. Au cours de sa carrière sportive, elle a été sextuple championne de Grande-Bretagne, triple championne d'Europe, championne du monde en 1937 et vice-championne olympique en 1936.
Cecilia Colledge est considérée comme étant la première patineuse à avoir réussi un double saut. Il s'agissait d'un double Salchow exécuté lors des championnats d'Europe de 1936 à Berlin. Elle a aussi inventé l'Axel à un pied qui s'est appelé par la suite le "Colledge". 
Elle est également considérée comme l'inventeur de la pirouette arabesque et des pirouettes cambrées.

## Biographie

### Carrière sportive
Cecilia Colledge a grandi à Londres. Son père Lionel était chirurgien et son frère Maule était dans la Royal Air Force. Celui-ci est mort pendant la Seconde Guerre mondiale.
Elle a commencé à patiner après avoir regardé les championnats du monde de 1928 qui se sont tenues à Londres pour les dames et les couples. Elle a été entraîné par Eva Keats et Jacques Gerschwiler. Avec sa compatriote Megan Taylor, elle participe aux Jeux olympiques d'hiver de 1932 à Lake Placid. Elles avaient à peu près le même âge à l'ouverture des jeux le 4 février 1932 (11 ans et 68 jours pour Cecilia Colledge et 11 ans et 102 jours pour Megan Taylor) et sont toujours à ce jour les plus jeunes sportives ayant participé aux jeux olympiques. Cecilia se classe à la 8e place olympique. Entre 1932 et 1934, elle va rester la dauphine de Megan Taylor, aussi bien lors des championnats de Grande-Bretagne que lors de ses deux participations aux championnats du monde de 1932 et 1933. Elle obtient néanmoins une médaille d'argent aux championnats d'Europe de 1933 à Londres, en l'absence de Megan Taylor.
En 1935, elle obtient son premier titre national, une médaille de bronze aux championnats d'Europe à Saint-Moritz et devient vice-championne du monde à Vienne derrière l'intouchable norvégienne Sonja Henie. Mais les championnats se sont déroulés en l'absence de Megan Taylor qui n'a participé à aucune compétition cette année-là.
En 1936, elle remporte son deuxième titre national. Lors des Championnats d'Europe à Berlin, elle atterri un double Salchow, devenant la première femme à effectuer un double saut en compétition. Elle redevient vice-championne d'Europe à Berlin devant Megan Taylor. C'est la première fois qu'elle bat sa grande rivale britannique. Quatre ans après Lake-Placid, c'est sans Megan Taylor que Cecilia Colledge se présente aux Jeux olympiques d'hiver de 1936 à Garmisch-Partenkirchen. Elle n'a que quinze ans et remporte la médaille d'argent tout juste devancée par Sonja Henie. En effet, après les figures imposées, Cecilia Colledge et Sonja Henie étaient au coude à coude avec la britannique à quelques points de la norvégienne. Comme Sandra Stevenson l'a raconté dans un article du journal anglais The Independent, daté du 21 avril 2008: "la proximité [de la compétition] a rendu furieuse Henie, si bien que lorsque les résultats des figures imposées ont été affichés sur un mur du salon des concurrents, [Henie] fit glissée le morceau de papier et le déchira en petits morceaux. Le tirage au sort [du programme libre] a été soupçonné de tricherie après que Henie ait pu patiner la dernière alors que Colledge a dû patiner deuxième sur les 26 concurrentes. Le démarrage précoce a été considéré comme un désavantage. Des années plus tard, le tirage au sort a été échelonné pour remédier à cette situation". Cecilia Colledge ne participe pas cette là aux championnats du monde.
En 1937, elle remporte son troisième titre national, le titre européen à Prague et le titre mondial à Londres, en l'absence de Sonja Henie qui est passé professionnelle l'année précédente. À chaque fois, elle devance sa grande rivale Megan Taylor.
En 1938, elle remporte un quatrième titre national, un deuxième titre européen à Saint-Moritz, mais ne réussit pas à conserver son titre mondial Stockholm et doit le céder à Megan Taylor. C'est la première fois depuis 1934 qu'elle est battue par sa compatriote. Le patineur anglais Tyke Richardson écrit en 1938 à propos de Cecilia Colledge :"Son programme libre est de loin le plus difficile jamais tenté par quelqu'un, homme ou femme, dans le monde du patinage, et elle apporte tant de difficultés dans ses combinaisons de sauts et de pirouettes qu'elle réalise avec une telle aisance, une sûreté et une vitesse que même les experts sont parfois trompés quant à la valeur réelle de son programme."
En 1939, elle remporte un cinquième titre national et un troisième titre européen à Londres, mais n'a pas pu participer aux championnats du monde en raison d'une tendinite, et laisse Megan Taylor obtenir son deuxième titre mondial.
Avec la Seconde Guerre mondiale qui éclate en septembre 1939, toutes les compétitions internationales de patinage artistique s'arrête pour une durée de sept ans. Cecilia Colledge participe aux efforts de guerre en conduisant une ambulance dans le "Corps du transport motorisé (Motor Transport Corps) pendant le Blitz de Londres.
Après la guerre, elle revient gagner un sixième et dernier titre national en 1946. Elle décide ensuite de devenir professionnelle et ne reviendra pas aux compétitions amateurs qui reprennent l'année suivante.

### Reconversion
Après être passée professionnelle, elle remporte en 1947 et 1948 les championnats professionnels (Open Professional Championship).
Elle déménage aux États-Unis en 1951 et devient entraîneur au club de patinage de Boston entre 1952 et 1977. Parmi ses élèves, on peut citer Albertina Noyes, Paul McGrath et Ronald Ludington. Elle continue ensuite d'entraîner à temps partiel jusqu'en 1990.
Elle a été intronisée au Temple de la renommée mondiale du patinage artistique en 1980. Elle est décédée le 12 avril 2008 à l'hôpital Mount Auburn de Cambridge dans le Massachusetts.

## Palmarès
| Compétition                                                                      | 1931 | 1932 | 1933 | 1934 | 1935 | 1936 | 1937 | 1938 | 1939 | 1940 | 1941 | 1942 | 1943 | 1944 | 1945 | 1946 |
| Jeux olympiques d'hiver                                                          |      | 8e   |      |      |      | 2e   |      |      |      | JA   |      |      |      | JA   |      |      |
| Championnats du monde                                                            |      | 8e   | 5e   | F    | 2e   | F    | 1re  | 2e   | F    | CA   | CA   | CA   | CA   | CA   | CA   | CA   |
| Championnats d’Europe                                                            |      | F    | 2e   | F    | 3e   | 2e   | 1re  | 1re  | 1re  | CA   | CA   | CA   | CA   | CA   | CA   | CA   |
| Championnats de Grande-Bretagne                                                  | 3e   | 2e   | 2e   | 2e   | 1re  | 1re  | 1re  | 1re  | 1re  | CA   | CA   | CA   | CA   | CA   | CA   | 1re  |
| Légende : F = Forfait ; JA = Jeux olympiques annulés ; CA = Championnats annulés |      |      |      |      |      |      |      |      |      |      |      |      |      |      |      |      |